# XH-39
賽考斯基 XH-39（英語：Sirkosky XH-39)是賽考斯基研發的一架實驗直升機，並且是美軍第一架渦輪動力直升機。其擁有創新的設計及極快的速度，然最終敗給貝爾的UH-1。

## 發展
XH-39是基於賽考斯基的S-52(H-18)而研製的新型渦輪直升機。起初，他是為了爭取美國陸軍對於戰爭中醫療後送等需求，而研發出的直升機。
1953年，美國陸軍給賽考斯基一份研發合同，內容為將兩架YH-18從活塞發動機改成渦輪軸發動機，而被選中的兩架編號分別為49-2890和49-2891(前者用於靜態展，而後者則是動態測試），並將其給予編號XH-39（公司內部編號S-59）。改裝工作於1954年開始。
改裝後的XH-39擁有可收放的起落架、全新鉸鏈結構的四葉主旋、改進的尾槳、更加堅固的機身，新的電子設備及最重要的，一具400匹馬力的全新成渦輪軸發動機，這幾項改動使其一舉成為當時速度最快及飛行高度最高的直升機。1954 年 8 月 26 日，XH-39在康涅狄格州溫莎洛克斯的布拉德利機場的三公里封閉航線上創造了 156.005mph（251km/hr）的直升機速度記錄。同年10月17日，它在康涅狄格州布里奇波特創下了24,500ft（7,474m)的非官方直升機世界紀錄。
然而H-18本身的過時設計，使得其在競爭中敗給貝爾直升機的XH-40，而後者最終成為UH-1並成為最成功的直升機服役至今(後續改進型)。目前剩餘一架S-59展示於新英格蘭航空博物館內（並具備動態飛行能力）。

## 型號
- XH-39

YH-18A改裝而成的靜態測試模型，並未飛行過，最終改裝回YH-18A
- XH-39A

用於測試飛行而改裝的YH-18A

## 外部連結
（页面存档备份，存于）
 （页面存档备份，存于）
 （页面存档备份，存于）
 （页面存档备份，存于）